# Antoni Słonina
Antoni Słonina (ur. 5 czerwca 1878 w Bykowinie, zm. 15 stycznia 1945 w Groß-Rosen) – działacz na rzecz polskości Górnego Śląska.
Był pierwszym przewodniczącym lokalnego koła Związku Zawodowego Polskiego w Knurowie. W jego mieszkaniu odbywały się zebrania związkowe. Gdy w 1913 założono Towarzystwo Śpiewu „Jedność”, lekcje śpiewu też odbywały się w mieszkaniu Słoninów. Prawdopodobnie w ramach represji za działalność narodową, w 1913 Antoni Słonina został zwolniony z kopalni. Został grabarzem w miejscowej parafii, a dodatkowo, wraz z żoną, prowadzili skład trumien.
Antoni Słonina został powołany do wojska w 1915. Jego żona do lipca 1918 kontynuowała jego działalność w Związku Zawodowym Polskim.
Po powrocie z wojska, Antoni Słonina brał udział we wszystkich powstaniach śląskich (Maria Słonina udzielała schronienia i pomocy powstańcom, przechowywała broń). W czasie przygotowań do plebiscytu oboje małżonkowie działali na rzecz głosowania za Polską. Ich starania zostały docenione przez Korfantego, który 3 maja 1921 nadał im dyplom Za dzielność i ofiarna służbę Ojczyźnie ku pamięci przebytych znojów około połączenia Prastarej Ziemi Śląskiej z Najjaśniejszą Rzecząpospolitą Polską.
W latach 1920–1922 Antoni Słonina był sołtysem Knurowa, a następnie, w latach 1922-1927 naczelnikiem gminy Knurów i urzędu okręgowego. Maria Słonina prowadziła (z darów Amerykańskiego Czerwonego Krzyża) kuchnię dla trzystu biednych dzieci.
W czasie II wojny Antoni Słonina działał w organizacji podziemnej. 28 marca 1944 został aresztowany. Trafił do obozu koncentracyjnego Groß-Rosen, gdzie zginął.

## Odznaczenia i upamiętnienie
- Medal Niepodległości
- Krzyż na Śląskiej Wstędze Waleczności i Zasługi

i inne.
Jego imieniem nazwano ulicę w Knurowie.